# Caiapós-cubem-cram-quens
Pituiaro (Rio Meruré)	
Esse grupo kaiapó tem o nome do homem mais velho que o conduziu separadamente quando, em 1950, os Kuben Kran Kren se dispersaram em meio a um ataque dos Kokraimoro.
Os 'kayapós- Kuben Kran Kren são um dos subgrupo dos kayapós, que habita o Sul do estado brasileiro do Pará, mais precisamente a Área Indígena Kayapó, Aldeia Cacacá, as margens do rio Fresco, afluente do caudaloso rio Xingú, município de Ourilândia do norte.
De acordo com pesquisas etnográficas feitas pelo Prof. Teógenes Sá,  sobre a música, história e cultura deste povo, os hoje denominados kayapós Kuben Kran Kren, habitavam num tempo remoto a antiga aldeia chamada Pukatotí, onde narra a lenda  ser alí a morada de todos os Kayapós, e com o passar dos tempos diversas confltos e evasões de habitantes de Pukaotí fez surgir outras aldeias,  que configuram hoje os diversos subgrupos Kayapós,  os membros que restaram habitando pukatotí,  mais tarde deslocaran-se para a margem do Rio Fresco, atual aldeia Cacacá, a qual os Kayapós chama Aldeia-mãe.. continua, em elaboração